# Yvonne Janková
Yvonne Janková (* 17. června 1949 Vysoké Mýto) je specialistka v oboru historické architektury, zaměřená na historizující architekturu 19. století. Působila jako památkář v Pražském ústavu státní památkové péče a ochrany přírody, vedla odbor památkové péče na Ministerstvu kultury ČR.

## Vzdělání
Po absolvování střední školy ve Vysokém Mýtě (gymnázium, tehdy SVVŠ) vystudovala Fakultu architektury ČVUT v Praze (1967–1973, diplom Ing. arch.). V letech 1973–1977 absolvovala interní aspiranturu na Fakultě architektury ČVUT (školitel Josef Pechar; titul CSc.), kde současně vyučovala dějiny architektury.

## Odborná pracovní činnost
Soustředila se na otázky konverze historických stavebních komplexů i budov a stavebně-historické průzkumy.
V roce 1973 vykonávala praxi v Národním technickém muzeu, odd. architektury. V období 1973–1978 pracovala na pozici projektantka v národním podniku Spojprojekt. Od ledna 1978 působila v Pražském státní ústavu památkové péče a ochrany přírody jako odborný pracovník – architekt památkář, specialista na rekonstrukce objektů v Pražské památkové rezervaci. V letech 1990–1991 byla na studijním pobytu ve Francii, který organizovalo francouzské ministerstvo stavebnictví. V té době působila v oddělení hradů a zámků Státního ústavu památkové péče (pod vedením Marie Mžykové). V letech 1993–2000 pracovala v Oddělení památkové péče Odboru památkové péče Ministerstva kultury ČR.

## Pedagogická činnost
V období 1995–1998 vyučovala dějiny architektury na katedře Dějiny umění na Fakultě architektury ČVUT v Praze.

## Členství v odborných a poradních orgánech, komisích, redakčních radách
- 1978–1991: Tajemnice Pracovní skupiny pro ochranu architektury 19. a 20. století při Komisi státní památkové péče.
- Členka výboru Sekce ochrany technických památek při Národním technickém muzeu.
- Členka Domácí rady Klubu Za starou Prahu (1979–1984).
- Tajemnice Hodnotitelské komise Ministerstva kultury ČR pro prohlašování kulturních památek.

## Stavebně historické průzkumy
- Masarykovo nádraží v Praze
- Hlavní nádraží v Praze
- Slatiňany, kostel

## Publikační činnost
Publikace a přednášky o dějinách architektury, speciálně o problematice uplatnění historické inspirace v novodobé architektuře, též o životním prostředí v historických městech, o technických památkách. Početné medailony architektů (Josef Mocker, František Schmoranz, Václav Havel), studie o typologických druzích historické architektury.
Řada odborných statí uveřejněna v časopisech Umění a řemesla, Architektura ČSR, Domov, Staletá Praha, Památky a příroda, Zprávy památkové péče.
Výběr publikací on–line na ACADEMIA: Yvonne Janková

### Knihy
- Hrady a zámky v Čechách, Olympia, Praha 1986 (spoluautorství)
- Hrady a zámky na Moravě, Olympia, Praha 1987 (spoluautorství)
- Architektura domů na Václavském nám. v Praze[1]

### Vybrané články
- Václavské náměstí, in: Umění a řemesla 1979, č. 1, s. 13-20.
- Pražské tržnice jako aktuální problém, in: Umění a řemesla 1981, č. 4, s. 33-39.
- Pražské tržnice, in: Staletá Praha 13, 1983, s. 59-69.
- Pražské pasáže, in: Domov 6/83
- Technické problémy výstavby Lucerny, in: Staletá Praha 13/83
- Zpráva o Zlatém beránku a Zlaté huse, in: Staletá Praha 18, 1988, s. 177-191.
- Proměny funkcí historických objektů v 19. stol., in: Architektura ČSR 4/87.
- Krč na přelomu 19. a 20. století, in: Staletá Praha 20, 1990, s. 232-263.
- Branické ledárny v Praze 4, in: Zprávy památkové péče 62, 2002, s. 37-41.
- Dům pana Čeňka Bubeníčka od Vratislava Pasovského před rekonstrukcí, in: Zprávy památkové péče, roč. 63, 2003, č. 4, s. 267–270.
- Branické ledárny v Praze 4, in: Architekt, 2009, č. 10. On-line (20091113). Verif. 20191209.